# Daucus montanus
La zanahoria del monte (Daucus montanus) es una especie de planta perteneciente a la familia Apiaceae. Es relativamente común como arvense en cultivos de maíz tradicionales en las partes altas de México. Es pariente de la zanahoria domesticada (Daucus carota subsp. sativus).

## Distribución y hábitat
El área de distribución nativa de esta especie, se extiende y distribuye en Argentina, América Central, Bolivia, Chile, Colombia, Ecuador, México, Perú y Venezuela. Crece principalmente en el bioma templado.

## Descripción
Se trata de plantas herbáceas, anuales o bienales, que alcanzan una altura de entre 10 y 80 cm, con un crecimiento erguido y esbelto. Los tallos son poco ramificados y tienen pelos o son casi lisos. Las hojas están compuestas por 2 a 3 segmentos pinnatisectos, con una lámina que mide entre 2 y 11 cm de largo y 2 a 5 cm de ancho, teniendo los segmentos finales lineales o elípticos, ligeramente peludos o casi sin pelos, especialmente en los márgenes y venas. Las umbelas presentan pedúnculos que pueden alcanzar hasta 35 cm de largo, con entre 2 y 20 radios desiguales de 1 a 6 cm de largo (aunque algunos pueden llegar hasta 10 cm), que se extienden sin encogerse cuando contienen los frutos. El involucro está compuesto por 2 a 5 brácteas pinnatisectas, rara vez enteras, de 8 a 25 mm de largo, que son patentes o ascendentes, mientras que el involucelo tiene entre 2 y 7 brácteolas lineares, enteras y acuminadas. Las flores son de color blanco o purpúreo, con pedicelos de diferentes longitudes, que van de 1 a 20 mm. El fruto es elipsoide, con dimensiones de 3-6 mm de largo y 2-3 mm de ancho.

## Usos
Es usada en la medicina tradicional de Perú.

## Taxonomía
Daucus montanus fue descrita por Alexander von Humboldt y Aimé Bonpland y tanto publicada como validada por Josef August Schultes en Systema Vegetabilium, Editio decima quinta bis, 6: 482, en 1820.

#### Etimología
Véase: Daucus
montanus: epíteto latino que significa "de las montañas".